# کاترینا کاس
کاترینا کاس (به انگلیسی: Katarina Čas) (زاده ۲۳ سپتامبر ۱۹۷۶) بازیگر اسلوونیایی است.
از فیلم‌های معروف او می‌توان به بازی در فیلم گرگ وال استریت اشاره کرد.